# Acantholimon nigricans
Acantholimon nigricans är en triftväxtart som beskrevs av Mobayen. Acantholimon nigricans ingår i släktet Acantholimon och familjen triftväxter. Inga underarter finns listade i Catalogue of Life.